# Eberhard Seidel (Journalist)
Eberhard Seidel (* 20. Dezember 1955 in Sommerhausen, Franken, zeitweilig Eberhard Seidel-Pielen) ist ein deutscher Soziologe, Journalist und Publizist.

## Leben
Eberhard Seidel besuchte das Röntgen-Gymnasium Würzburg. Nach dem Studium der Soziologie arbeitete er von 1982 bis 1997 als freier Journalist für Zeitungen und Radio. 1987 gründete er die inzwischen eingestellte Monatszeitschrift Kultur im Wedding. Von 1997 bis 2002 war Seidel erst Redakteur im Ressort Meinung und dann Chef des Inlandsressorts der taz. Von 1998 bis 2001 war er zudem Mitglied des Vorstands der Taz, die Tageszeitung Verlagsgenossenschaft.
Die mit Klaus Farin zusammen verfassten Bücher Krieg in den Städten (1991) und Skinheads (2002) wurden aufgrund ihres Ansatzes, die Jugendlichen selbst zu Wort kommen zu lassen, zu Standardtexten deutscher Jugendsozialforschung. 1997 war Seidel Mitgründer des Vereins Archiv der Jugendkulturen. Seit 2002 ist er Geschäftsführer von „Schule ohne Rassismus – Schule mit Courage“ und Mitgründer des PEN Berlin.
1996 und 2022 veröffentlichte er Bücher über die Kultur und Geschichte des Döner in Deutschland.

## Auszeichnungen
- 1992 Journalistenpreis der Industriegewerkschaft Medien

## Schriften
- Das Nachbarschaftshaus für interkulturelle Begegnung ORA 34. Projekte, Reportagen, Interviews. 1990, ISBN 3-926641-26-6.
- mit Klaus Farin: Krieg in den Städten. Rotbuch, Berlin 1991, ISBN 3-88022-044-1.
- mit Klaus Farin: Rechtsruck. Rotbuch Berlin, 1992, ISBN 3-88022-065-4.
- mit Klaus Farin: Ohne Gewalt läuft nichts! Jugend und Gewalt in Deutschland. Bund-Verlag, Köln 1993, ISBN 3-7663-2430-6.
- mit Klaus Farin: Die Scharfmacher. Rotbuch Verlag, 1994, ISBN 3-88022-343-2.
- Unsere Türken. Annäherung an ein gespaltenes Verhältnis. Elefanten-Press, Berlin 1995, ISBN 3-88520-571-8.
- Aufgespießt –  Wie der Döner über die Deutschen kam. Rotbuch-Verlag, Hamburg 1996, ISBN 3-88022-901-5.
- mit Claudia Dantschke und A. Yildirim: Ozan Ceyhun (Hrsg.) Politik im Namen Allahs. Der Islamismus, eine Herausforderung für Europa. Brüssel 2000. nur online über "Ceyhun.de" (Memento vom 24. Januar 2007 im Internet Archive).
- mit Klaus Farin: Skinheads. Beck, München 2002, ISBN 3-406-47583-3.
- mit Sanem Kleff: Stadt der Vielfalt – Das Entstehen des neuen Berlin durch Migration. 2009, ISBN 978-3-938352-38-0, online über Berlin.de (PDF; 968 kB)
- mit Klaus Farin: Wendejugend – 14 Interviews. Hirnkost Verlag, Berlin 2019, ISBN 978-3-947380-35-0, https://shop.hirnkost.de/produkt/wendejugend/
- Döner. Eine türkisch-deutsche Kulturgeschichte. März, Berlin 2022, ISBN 978-3755000044.